# أعصاب هدبية طويلة
الأَعْصَابُ الهَدَبِيَّةُ الطَّوِيْلَة (بالإنجليزية: long ciliary nerves)‏ عددها اثنان أو ثلاثة، تَنبَعِث من العصب الأنفيّ الهَدَبيّ وتتصالَب مع العصب البَصَرِيّ.
تترافَق مع الأعصاب الهدبيَّة القصيرة من العُقدَة الهَدَبيَّة، مُخترِقةً الجزء الخلفيّ من الصُّلْبَة، وتسير للأمام بينَها وبين المَشيمِيَّة وتتوزَّع إلى القُزَحِيَّة والقَرنِيَّة.
تؤمِّن الأعصاب الهدبيَّة الطَّويلة تعصيبًا حِسِّيًّا لمُقلَة العين مُتضمِّنةً القَرنِيَّة، وأيضًا تحتوي أليافًا وُدِّيَّة من العُقدَة الرَّقَبِية العُلْوِيَّة إلى العَضَلة الموَسِّعة الحَدَقيَّة. تُسافر هذه الألياف أساسًا في العصب الأنفيّ الهَدَبيّ لكن توجد ألياف في الأعصاب الهدبيَّة القصيرة تعبُر خلال العُقدَة الهَدَبِيَّة دون تكوين مَشابِك.

## صور إضافية

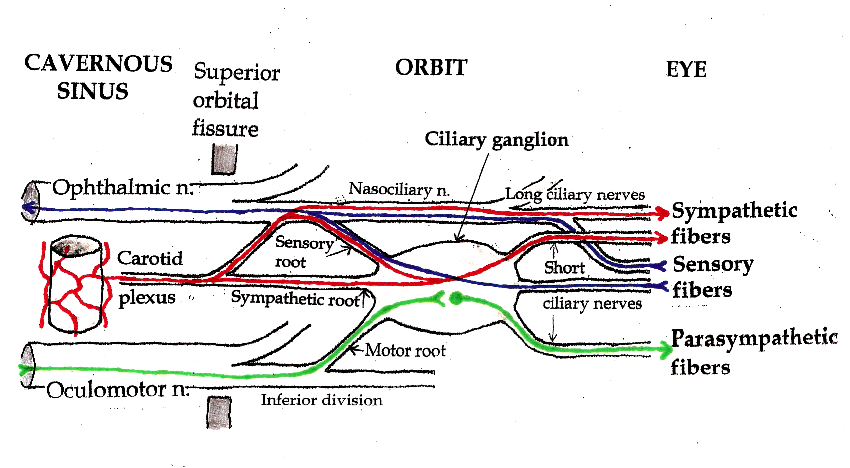
مسارات في العقدة الهدبية.